# Стейси, Джек
Джек Уильям Стейси (англ. Jack William Stacey; родился 6 апреля 1996) — английский футболист, защитник клуба «Норвич Сити».

## Футбольная карьера
Воспитанник футбольной академии «Рединга», выступал за клуб с восьмилетнего возраста. 10 декабря 2013 года подписал свой первый профессиональный контракт с клубом. Профессиональный дебют Стейси состоялся 16 августа 2014 года в матче Чемпионшипа против «Ипсвич Таун» на стадионе «Мадейски». В октябре 2015 года подписал новый контракт с «Редингом» до 2019 года.
23 ноября 2015 года отправился в одномесячную аренду в клуб Лиги 2 «Барнет». Провёл за команду 2 матча.
24 марта 2016 года отправился в аренду в Лиги 2 «Карлайл Юнайтед». Провёл за команду 9 матчей и забил 2 мяча.
31 августа 2016 года отправился в аренду в клуб Лиги 2 «Эксетер Сити». Провёл в команде весь сезон 2016/17, сыграв 36 матчей и забив 1 мяч.
26 июня 2017 года перешёл в клуб Лиги 2 «Лутон Таун», подписав с ним двухлетний контракт. 5 августа 2017 года дебютировал за «Лутон Таун» в матче Лиги 2 против «Йовил Таун», в котором «шляпники» разгромили соперника со счётом 8:2. По итогам сезона 2017/18 «Лутон Таун» занял второе место в Лиге 2, получив право выхода в Лигу 1. В следующем сезоне помог своей команде выиграть Лигу 1.
8 июля 2019 года Стейси перешёл в клуб Премьер-лиги «Борнмут» за 4 млн фунтов, подписав четырёхлетний контракт. 28 августа 2019 года дебютировал за «Борнмут» в матче Кубка Английской футбольной лиги против «Форест Грин Роверс». 15 сентября дебютировал в Премьер-лиге, выйдя в стартовом составе в матче против «Эвертона». 31 мая 2023 года Стейси подписал трехлетнее соглашение с клубом EFL Championship "Норвич Сити".

## Достижения

### Командные достижения
Рединг
- Обладатель Кубка Премьер-лиги (до 21 года): 2013/14[13]

Лутон Таун
- Второе место в Лиге 2: 2017/18
- Чемпион Лиги 1: 2018/19

### Личные достижения
- Молодой игрок сезона в «Лутон Таун»: 2017/18[14]
- Игрок сезона в «Лутон Таун»: 2018/19[15]